# (10320) Reiland
(10320) Reiland – planetoida z pasa głównego asteroid okrążająca Słońce w ciągu 3 lat i 169 dni w średniej odległości 2,29 j.a. Została odkryta 14 października 1990 roku. Przed nadaniem nazwy planetoida nosiła oznaczenie tymczasowe (10320) 1990 TR1.